# 309227 Tsukiko
309227 Tsukiko este o planetă minoră (asteroid) din centura de asteroizi. A fost descoperită pe 16 august 2007 la San Marcello Pistoiese de Fabio Dolfi⁠(d). 
Obiectul prezintă o orbită caracterizată de o semiaxă mare de 2,3264335972114 UAi, o excentricitate de 0,23, o înclinație de 3 ° în raport cu ecliptica.